# Fénix (pivo)

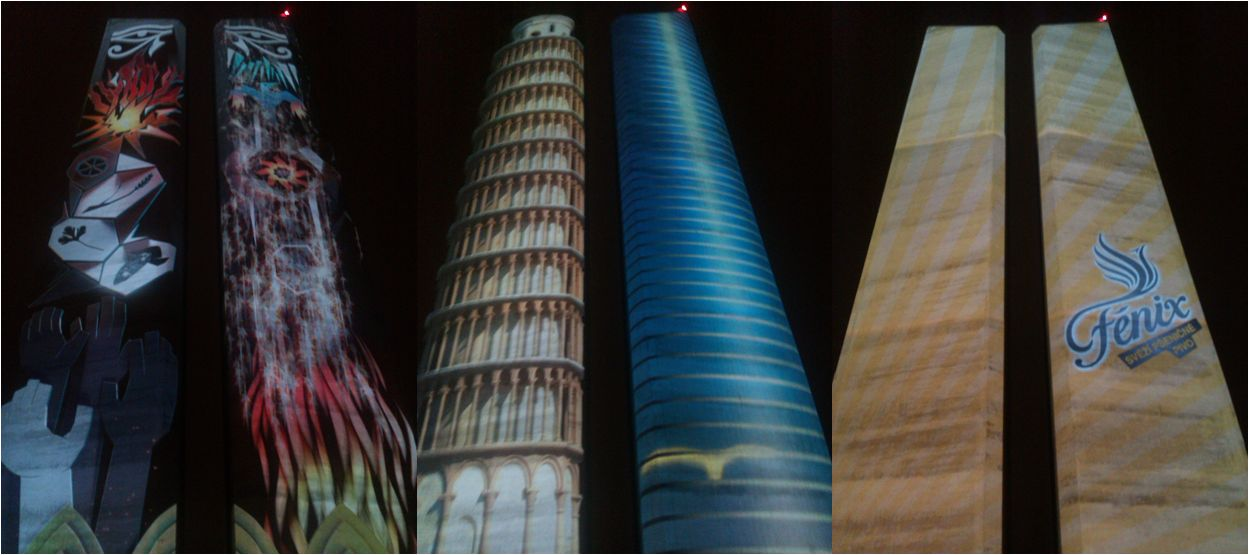
Videomapping na pražském Strahově při příležitosti uvedení piva Fénix na český trh.

Fénix je pšeničné pivo, které kromě pšeničného sladu obsahuje také pomerančovou kůru a špetku koriandru. Jedná se o značku piva uvedenou na český trh počátkem roku 2012 společností Plzeňský Prazdroj, a.s. Obsah alkoholu je 4,7 %. Jeho stupňovitost je 11,7°.

## Charakteristika
Fénix je pšeničné pivo belgického typu (tzv. witbier), to znamená, že je svrchně kvašené. K jeho výrobě je použitý pšeničný slad, pomerančová kůra a špetka koriandru. Pivo má lehkou chuť a svěží aroma.
Fénix se servíruje do sklenic o objemu 0,4 litru. Součástí servírování je srpek pomeranče, který se přidává na každou sklenici a se kterým lze dělat různé druhy rituálů pití Fénixe.

## Image
Fénix využívá moderní formy komunikace. Jeho heslem je „baví nás to po svým“. Příkladem jsou sociální experimenty, pomocí nichž Fénix zkoumá, jak se lidé chovají v situacích, kdy se mohou rozhodnout chovat se racionálně nebo jít s davem.

## Uvedení Fénixe
Uvedení nového piva doprovodila kulturně společenská akce, která se konala 29. února 2012 na pražském Strahově. Na odvětrávací věže Strahovského tunelu Fénix promítnul tematický videomapping.

## Distribuce Fénixe
Fénix byl na trh uveden jako čepované pivo. V průběhu roku 2013 je plánovaná i lahvová verze. Fénix proto spustil projekt Fénix Ateliér, v jehož rámci byli osloveni mladí čeští výtvarníci. Cílem projektu je získat pro lahvovou verzi Fénixe originální design, ambasadorem projektu se stal známý český hudebník a výtvarník Milan Cais.